# Zabeltitz
Zabeltitz is een plaats en voormalige gemeente in de Duitse deelstaat Saksen, en maakt deel uit van de gemeente Großenhain in het district Meißen.

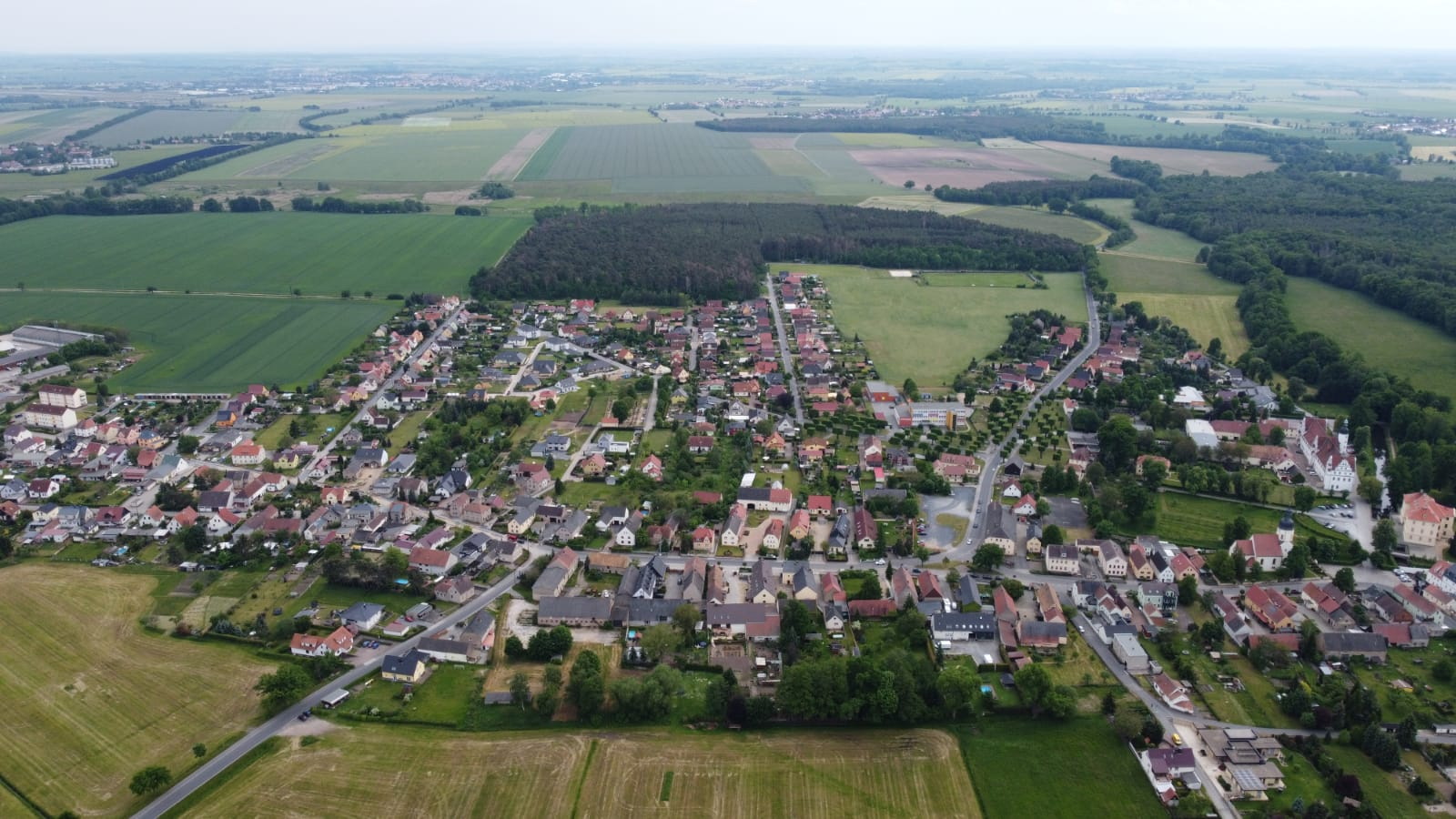
Luchtfoto van Zabeltitz; rechts de dorpskerk, het paleis en het Oude Slot

Zabeltitz ligt 6 km ten noorden van Großenhain aan de Bundesstraße 101.
Het dorp, in de middeleeuwen ontstaan als een Slavische nederzetting, heeft een klein station aan de spoorlijn Berlijn - Dresden, 40 km ten noorden van Dresden.

## Bezienswaardigheden
Het dorp ligt in een landschappelijk fraaie omgeving  aan de Große Röder, een zijrivier van de Schwarze Elster.
Het voormalige paleis en het aanpalende Oude Slot te Zabeltitz zijn sinds 2010 gemeente-eigendom. De gebouwen dienen als congrescentrum en trouwlocatie. De eromheen gelegen baroktuin is vrij toegankelijk.
Te Zabeltitz staat een museumboerderij. Zie onderstaande link.

## Afbeeldingen

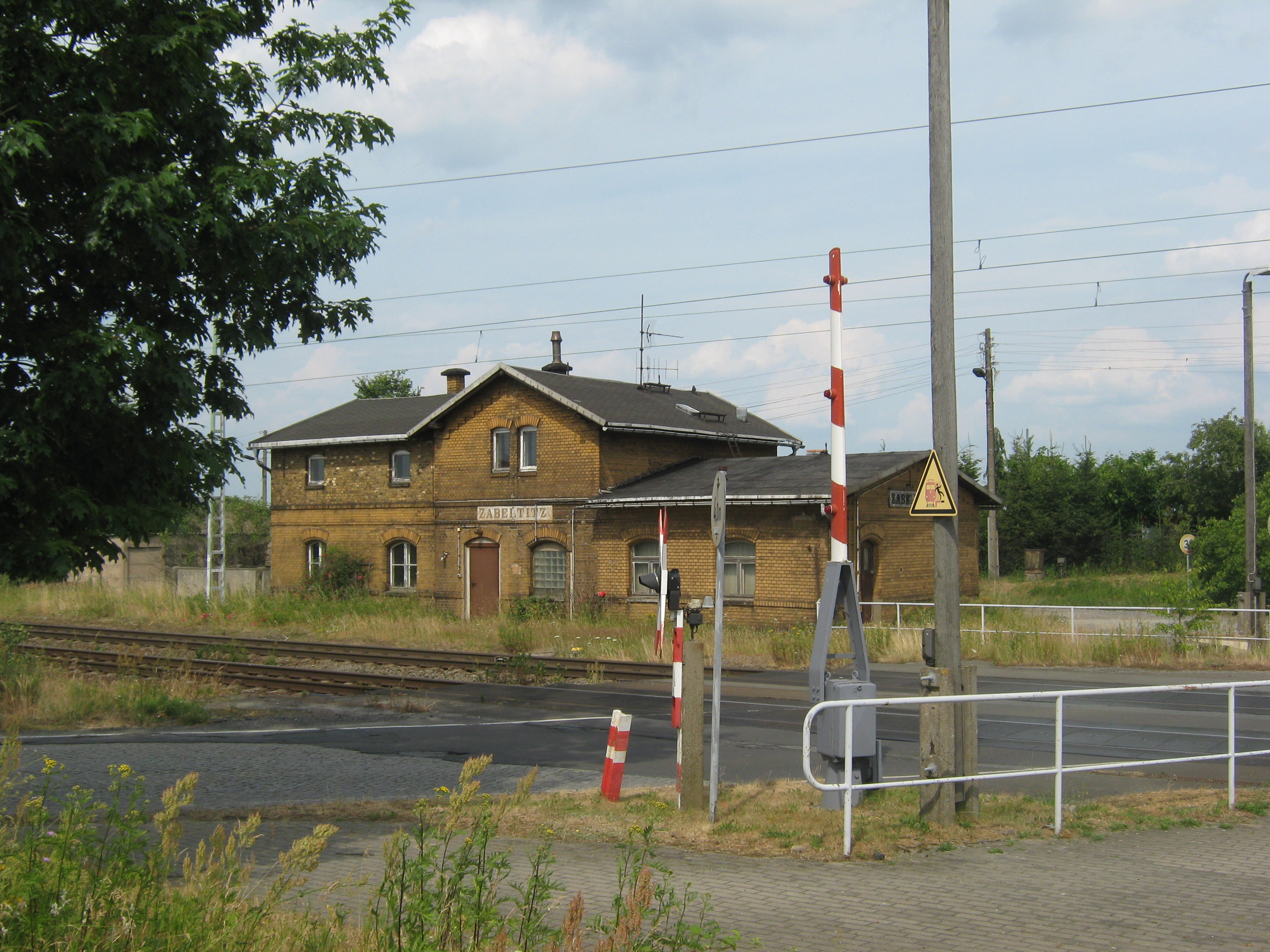
Stationsgebouw te Zabeltitz (1891)
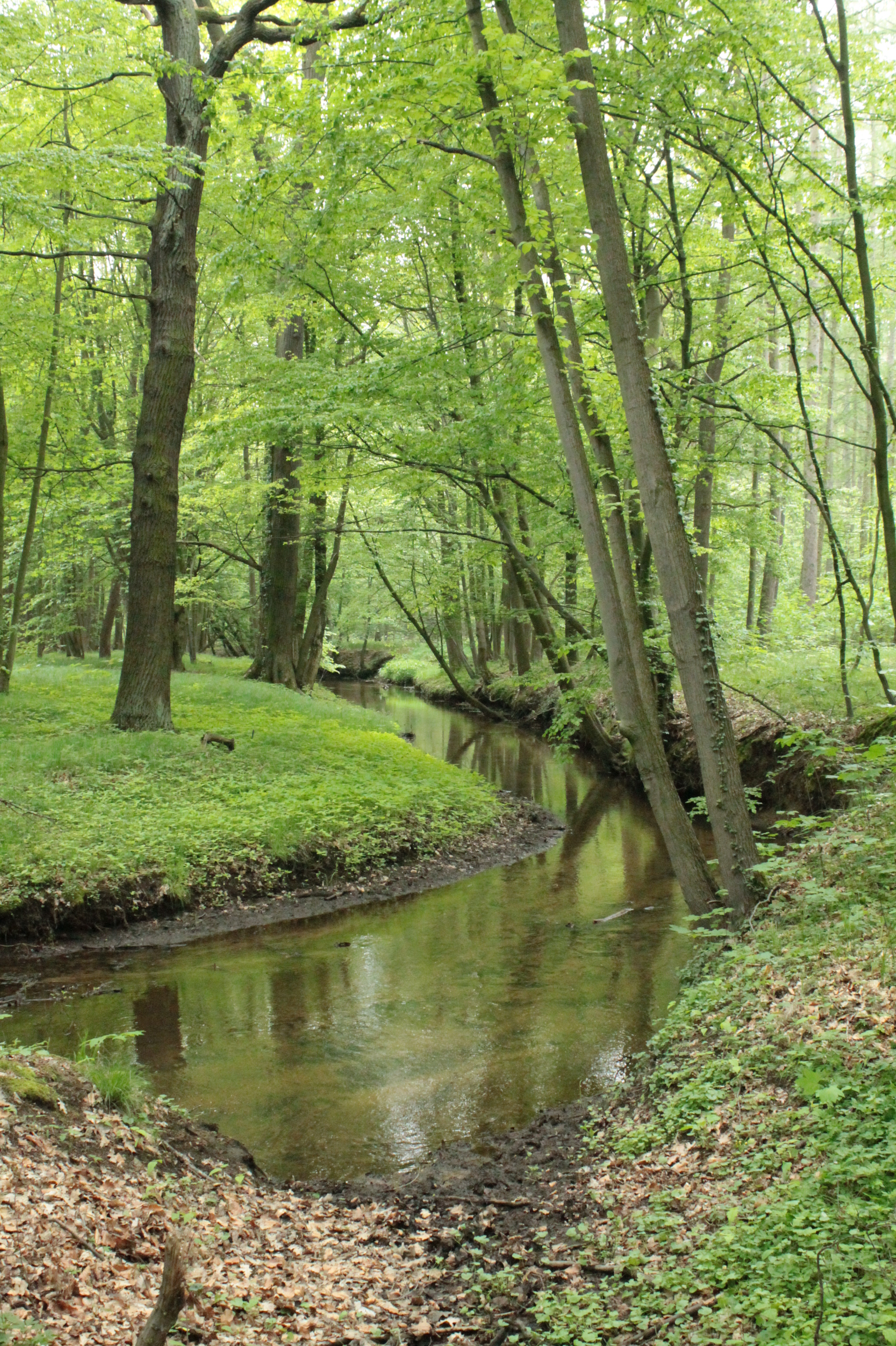
Het Röderauwald bij Zabeltitz
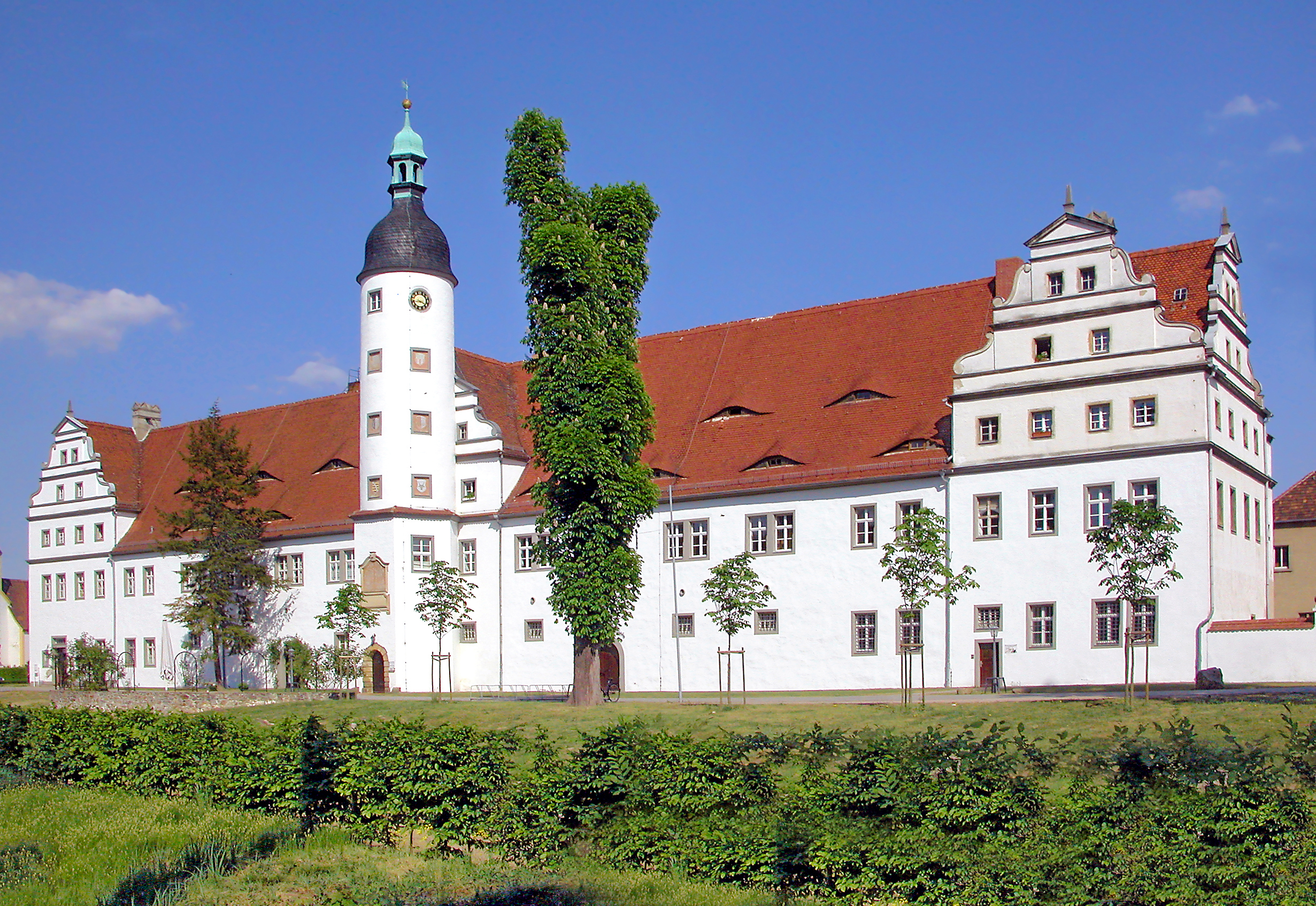
Het Oude Slot Zabeltitz (1588-1591); gebouwd op last van keurvorst Christiaan I van Saksen
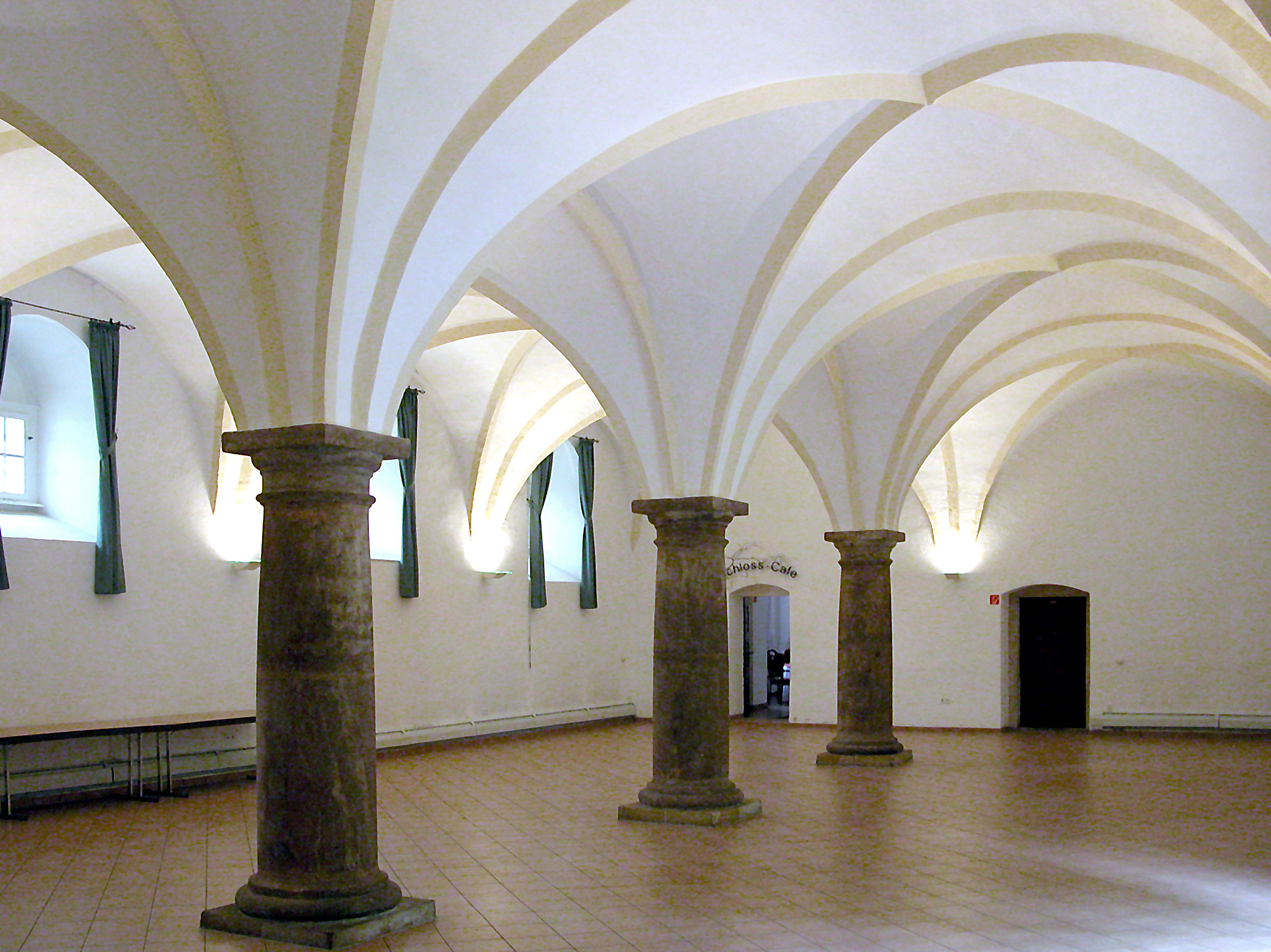
De Slotzaal in het Oude Slot (in gebruik geweest als paardenstal)
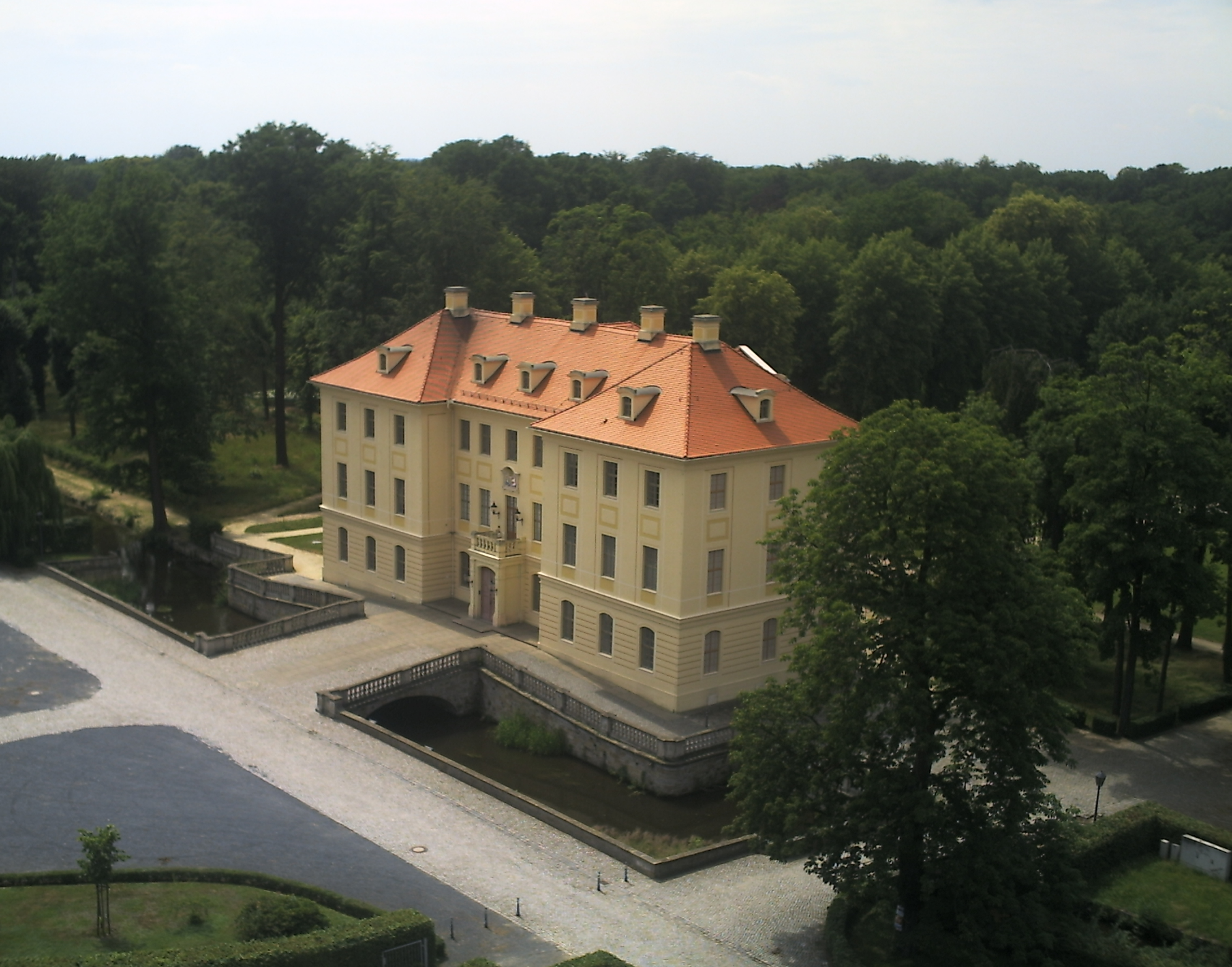
Paleis Zabeltitz, van 1728-1730 herbouwd op last van veldmaarschalk August Christoph graaf van Wackerbarth, minister van August II van Polen
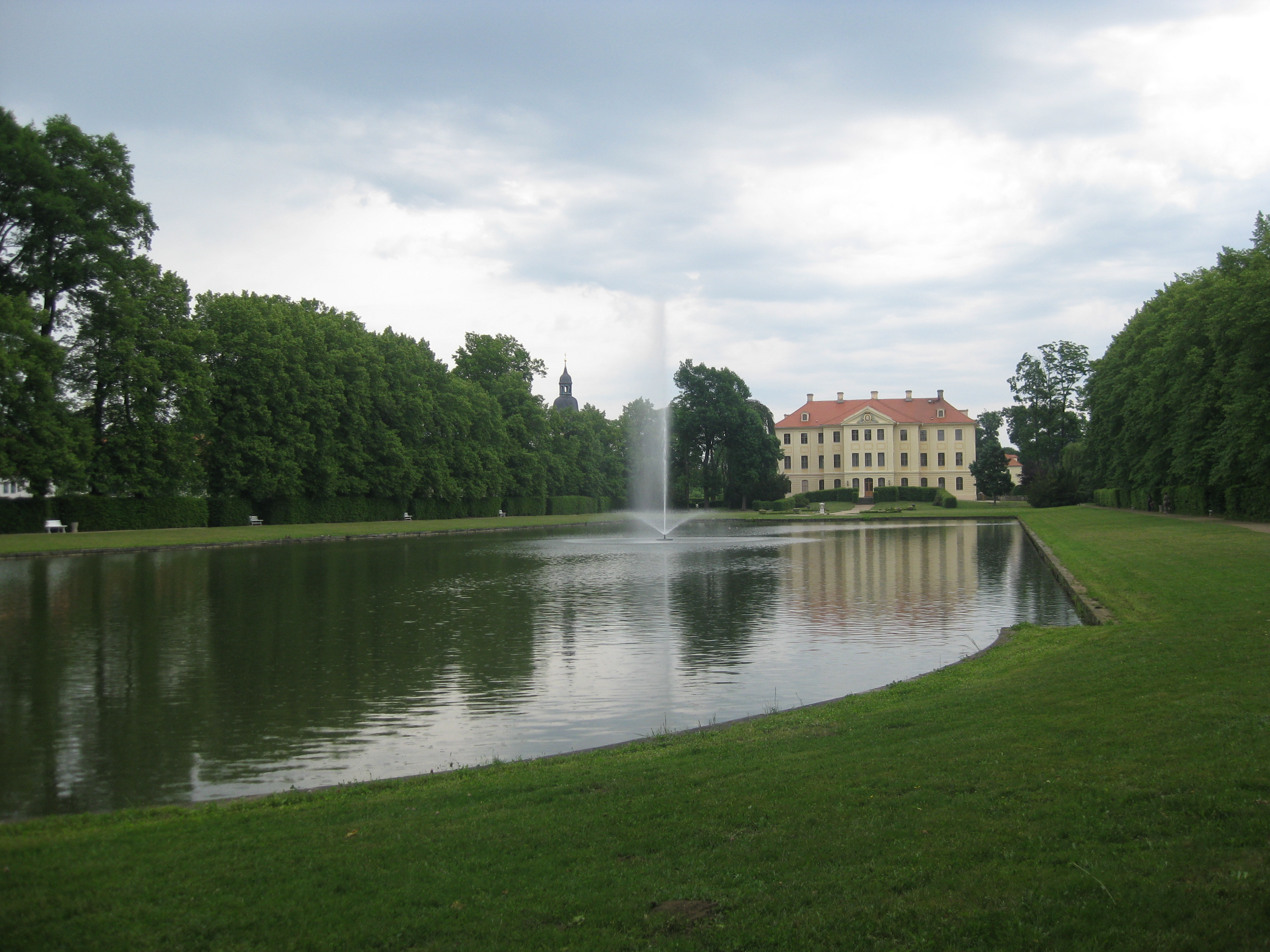
Zogenaamde spiegelvijver in de baroktuin van paleis Zabeltitz
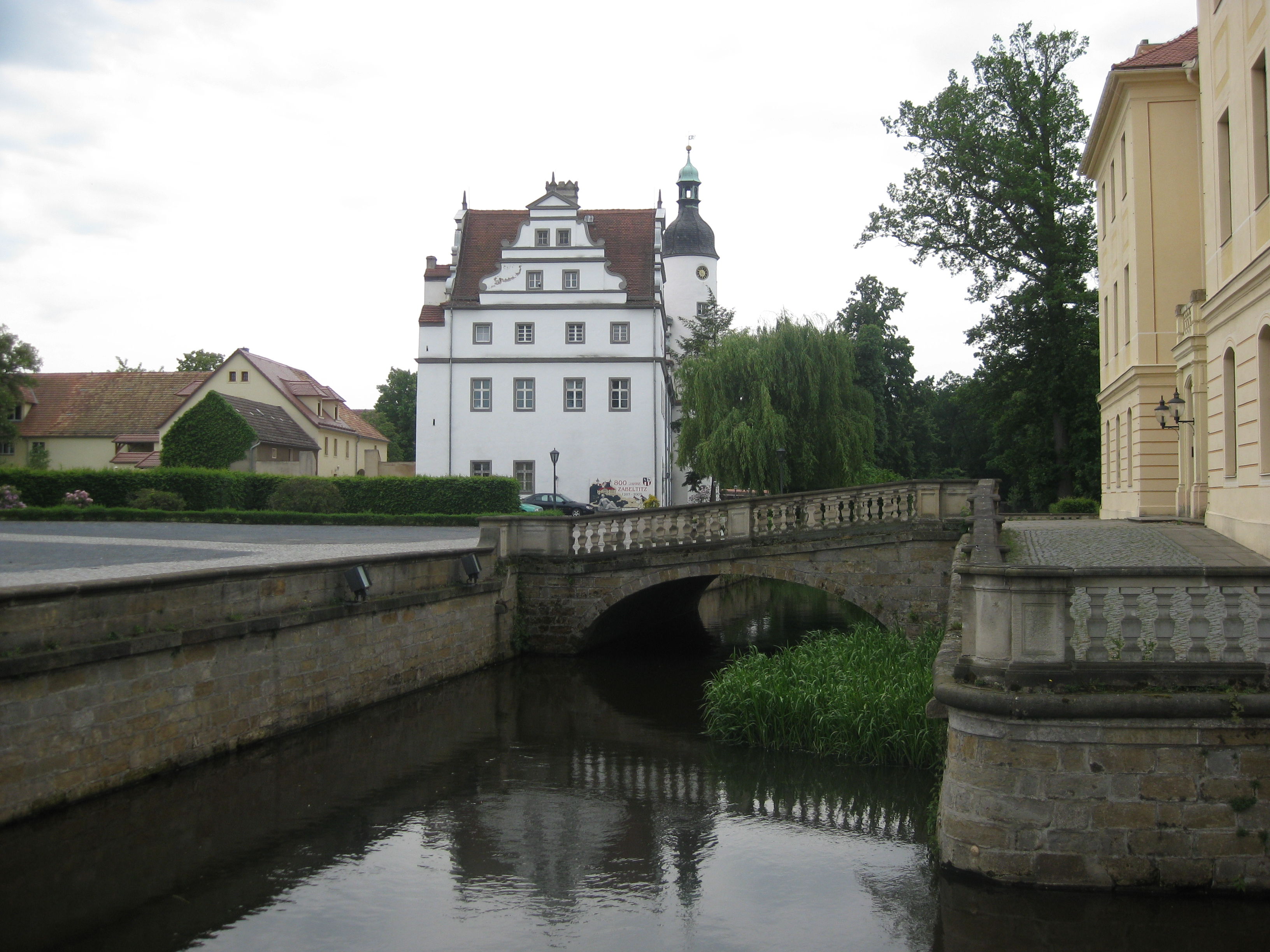
De Große Röder bij de baroktuinen van Zabeltitz
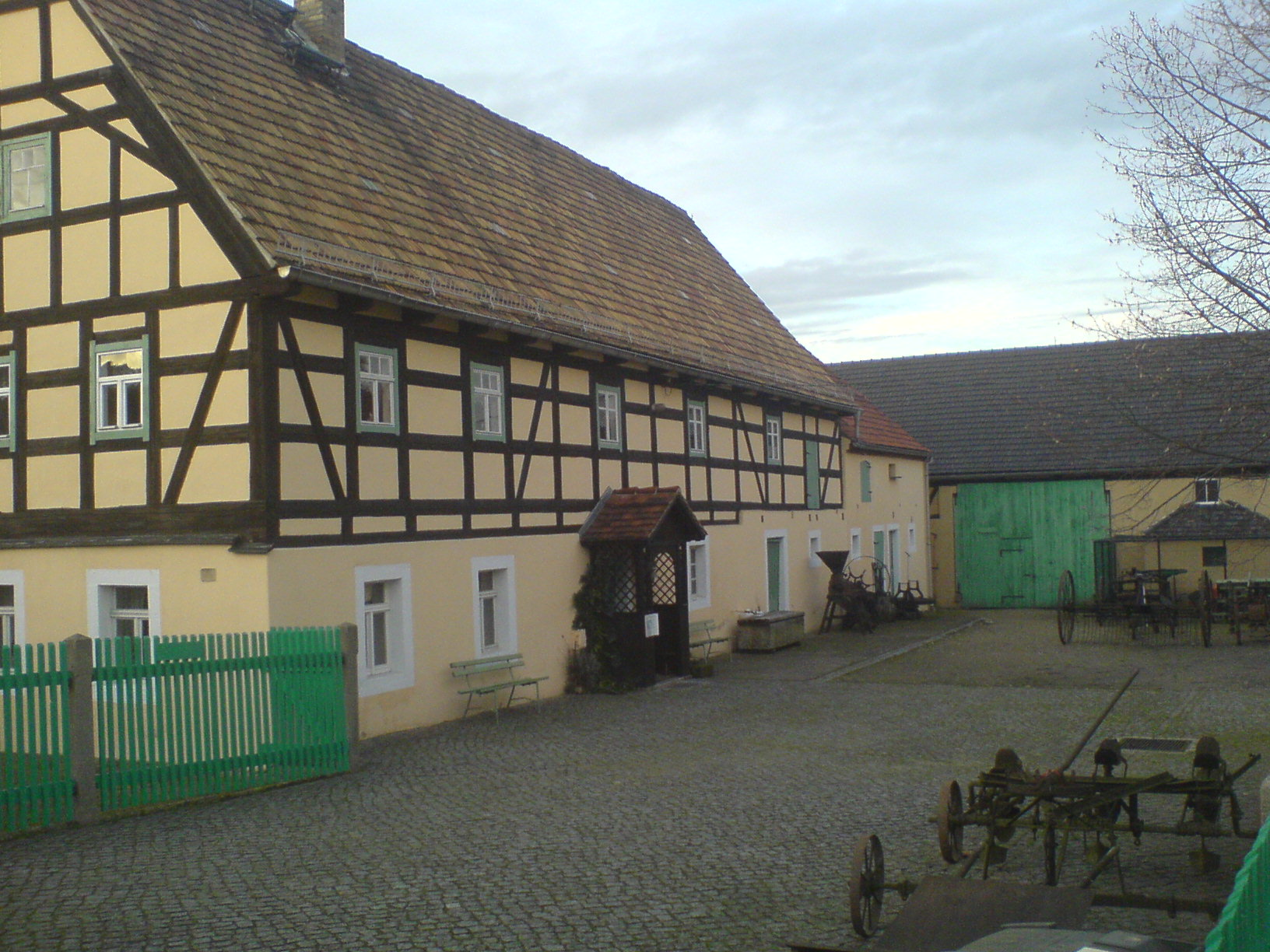
Museumboerderij te Zabeltitz
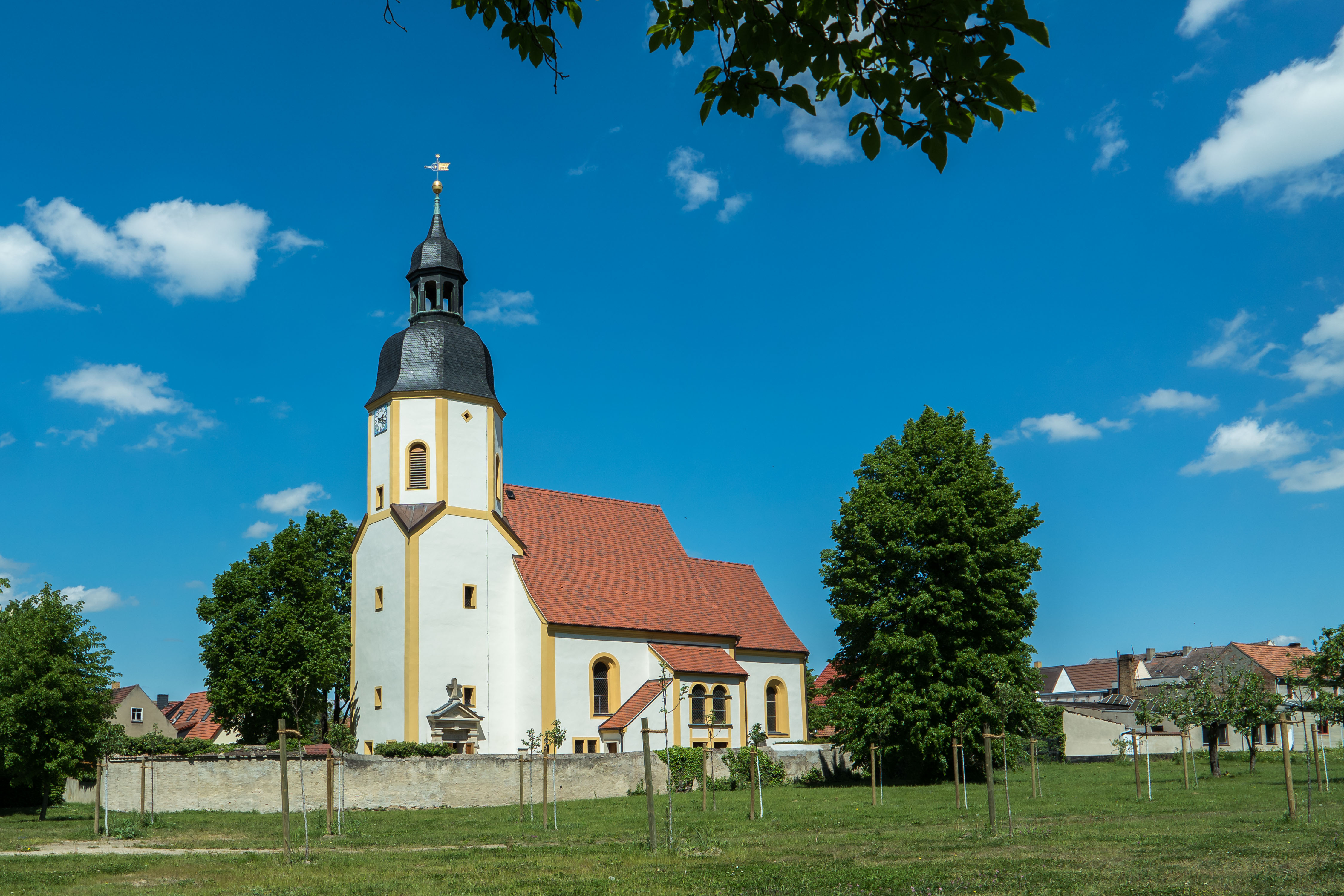
Sint-Joriskerk (1581) te Zabeltitz
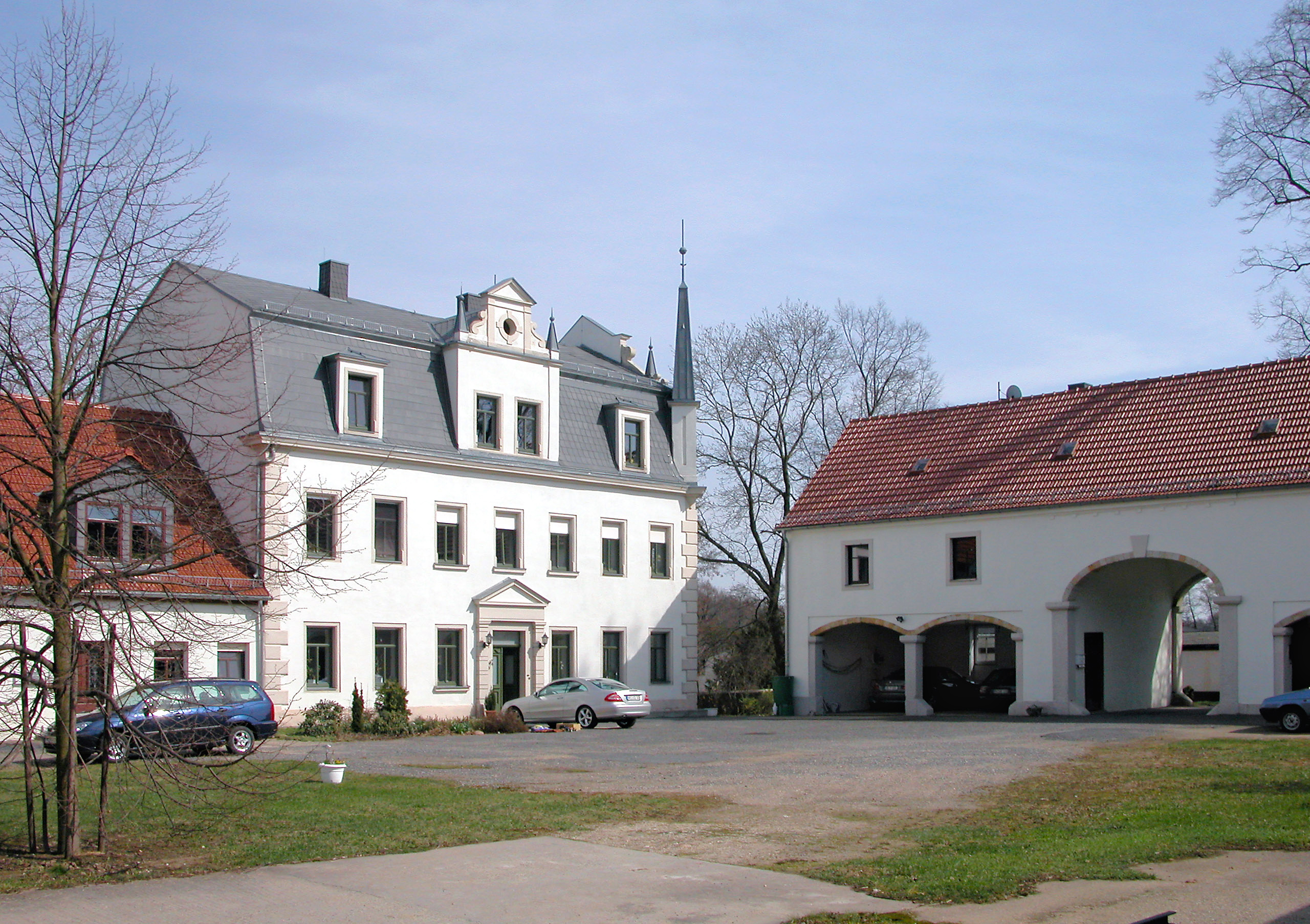
Voormalig landgoed Niederzschauitz te Zschauitz

## Persoonlijkheden
- Frans Xavier van Saksen, graaf van Lausitz (Dresden, 25 augustus 1730 - Zabeltitz, 21 juni 1806), regent van het Keurvorstendom Saksen